# Општина Будешти (Валча)
Будешти (рум. Budeşti) општина је у Румунији у округу Валча.
Oпштина се налази на надморској висини од 228 m.